# Dynoides indicus
Dynoides indicus là một loài chân đều trong họ Sphaeromatidae. Loài này được Müller miêu tả khoa học năm 1991.